# Arbetsterapeut
En arbetsterapeut arbetar med arbetsterapi, det vill säga rehabilitering eller habilitering av människor som på grund av olika skador, sjukdomar eller medfödda funktionsnedsättningar har en nedsatt förmåga att utföra dagliga aktiviteter av olika slag. Arbetsterapeuter förebygger, löser och mildrar de begränsningar som en sjukdom eller skada kan innebära i vardagen. Arbetsterapins mål är att tillsammans med klienten/patienten utreda och hitta möjligheter att klara av aktiviteterna i hemmet, på arbetsplatsen och på fritiden.

## Arbetsområden
Arbetsterapeuter har ett brett verksamhetsområde och kan arbeta inom öppenvård, akutsjukvård, äldreomsorg, barn- och vuxenhabilitering, omsorger om personer med utvecklingsstörning, psykiatri, skola, samt med ergonomi och arbetslivsinriktad rehabilitering.

## Utbildning och legitimation i Sverige
Utbildningen till arbetsterapeut omfattar 180 högskolepoäng (tre år) på högskola eller universitet, vilket motsvarar kraven för kandidatexamen. Efter examen utfärdar Socialstyrelsen yrkeslegitimation.
Arbetsterapeutprogrammet finns på många orter i Sverige: Lunds universitet, Hälsohögskolan i Jönköping, Karolinska Institutet, Linköpings universitet, Sahlgrenska akademin vid Göteborgs universitet, Umeå universitet, Örebro universitet samt distansutbildning (med obligatoriska träffar på campus) via Luleå tekniska universitet; från och med hösten 2024 även vid Uppsala universitet.